# Hygrotus orthogrammus
Hygrotus orthogrammus är en skalbaggsart som först beskrevs av Sharp 1882.  Hygrotus orthogrammus ingår i släktet Hygrotus och familjen dykare. Inga underarter finns listade i Catalogue of Life.